# Tịnh Biên (phường)
Tịnh Biên là phường trung tâm của tỉnh An Giang, Việt Nam.

## Địa lý

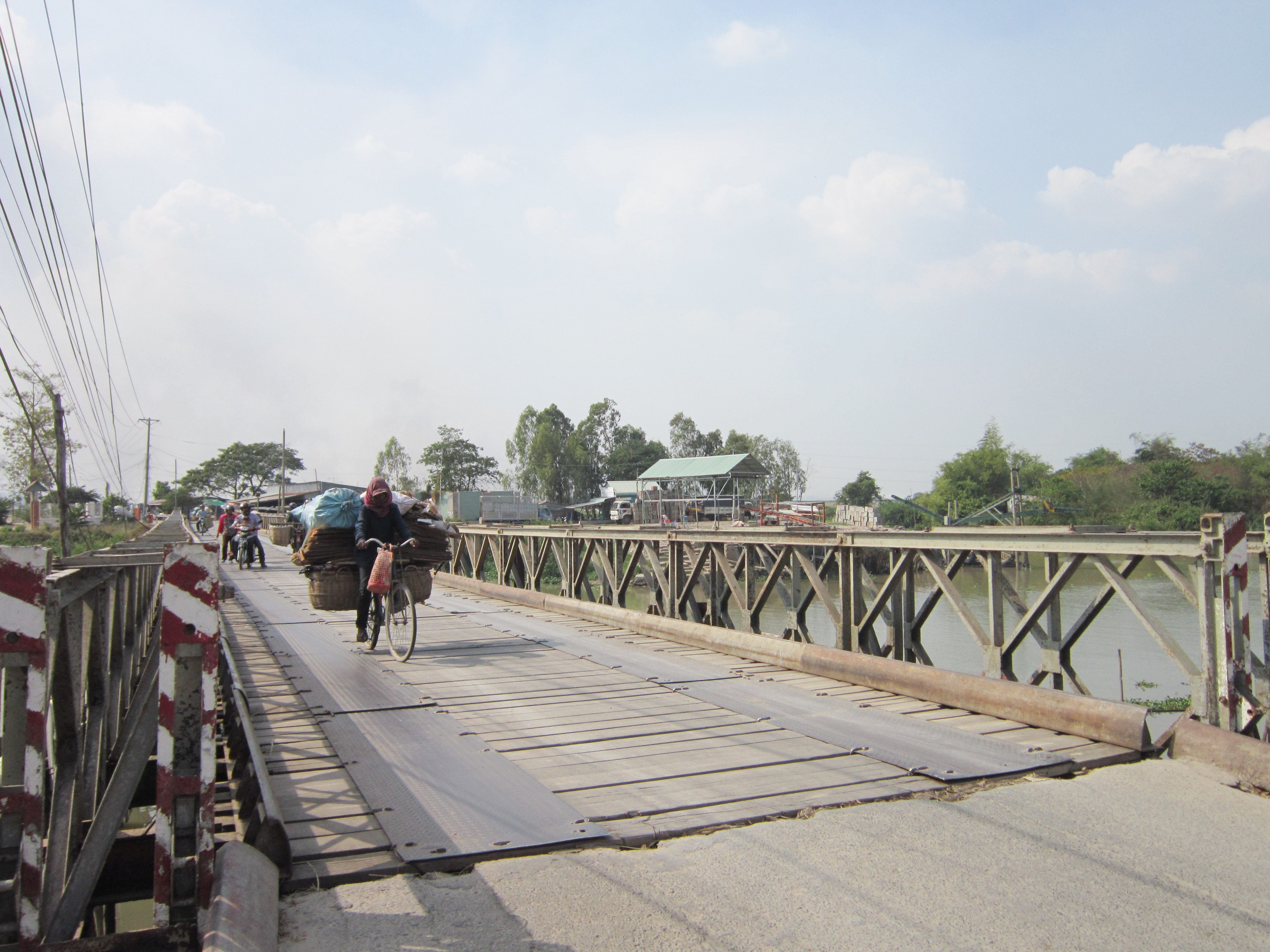
Cầu sắt Tịnh Biên bắc qua kênh Vĩnh Tế, nối trung tâm thị trấn với cửa khẩu quốc tế Tịnh Biên

Tịnh Biên là một phường biên giới. Phía tây có Cửa khẩu Tịnh Biên, một trong những cửa khẩu chính giữa Campuchia và Việt Nam, tên tiếng Khmer còn gọi là Ca Bao, thông thương với cửa khẩu Phnom Den của Campuchia. Tịnh Biên cũng được biên phòng coi là điểm nóng của việc buôn lậu đường cát Thái Lan, thuốc lá, hàng điện tử...

## Lịch sử
Địa bàn phường Tịnh Biên trước đây là xã Xuân Tô thuộc huyện Tịnh Biên.
Thị trấn Tịnh Biên được thành lập vào ngày 12 tháng 4 năm 2005 theo Nghị định 52/2005/NĐ-CP của Chính phủ trên cơ sở toàn bộ 1.938 ha diện tích tự nhiên và 12.850 người của xã Xuân Tô. Tuy nhiên, thị trấn Tịnh Biên chỉ là một thị trấn trực thuộc, huyện lỵ huyện Tịnh Biên lúc này vẫn đặt tại thị trấn Nhà Bàng.
Ngày 19 tháng 3 năm 2012, Bộ Xây dựng ban hành Quyết định số 256/QĐ-BXD về việc công nhận thị trấn Tịnh Biên là đô thị loại IV. Từ tháng 4 năm 2012, Huyện lỵ huyện Tịnh Biên được dời từ thị trấn Nhà Bàng về thị trấn Tịnh Biên. Như vậy, thị trấn Tịnh Biên trở thành huyện lỵ của huyện Tịnh Biên cho đến cuối năm 2022.
Ngày 13 tháng 2 năm 2023, Ủy ban Thường vụ Quốc hội ban hành Nghị quyết số 721/NQ-UBTVQH15 (nghị quyết có hiệu lực từ ngày 10 tháng 4 năm 2023). Theo đó, thành lập thị xã Tịnh Biên và thành lập phường Tịnh Biên thuộc thị xã Tịnh Biên trên cơ sở toàn bộ 21,78 km² diện tích tự nhiên và 16.971 người của thị trấn Tịnh Biên.
Ngày 12 tháng 6 năm 2025, Ủy ban Thường vụ Quốc hội ban hành Nghị quyết số 1654/NQ-UBTVQH15 về việc sắp xếp các đơn vị hành chính cấp xã của tỉnh An Giang. Theo đó, toàn bộ diện tích tự nhiên, quy mô dân số của phường An Phú, phường Tịnh Biên và xã An Nông thành phường mới có tên gọi là phường Tịnh Biên.

## Kinh tế
Chợ biên giới Tịnh Biên chủ yếu bán các hàng hóa từ Campuchia và Thái Lan, các loại cây trái như: thốt nốt, trái cây Nam Bộ, bò cạp núi, rượu rết, đặc sản mắm các loại..